# Вільгельм Мірбах
Граф Вільгельм фон Мірбах-Гарф (нім. Wilhelm von Mirbach-Harff, 2 липня 1871 Бад-Ішль — 6 липня 1918 Москва) — німецький дипломат, з квітня 1918 року — посол Німецької імперії при уряді РРФСР в Москві.
Власник заповідного маєтку на Гарфі, член Верхньої палати Пруссії, імператорський німецький посланник, ротмістр резерву кірасирського Дрезденського полку Вестфалії № 4, почесний кавалер суверенного Мальтійського ордена.
Учасник радянсько-німецьких мирних переговорів в Брест-Литовську (грудень 1917 — березень 1918). У 1915 році був послом у Афінах .
Убитий лівими есерами Яковом Блюмкіним і Миколою Андреєвим (швидше за все, застрелений з револьвера останнім), за рішенням ЦК партії лівих есерів з метою спровокувати поновлення війни з Німеччиною (спочатку в посла стріляли, а потім кинули бомбу). Вбивство німецького посла і російської імператорської сім'ї послужило сигналом до початку повстання лівих есерів проти їх колишніх союзників по Жовтневому перевороту 1917 року — більшовиків.